# Julia Kent

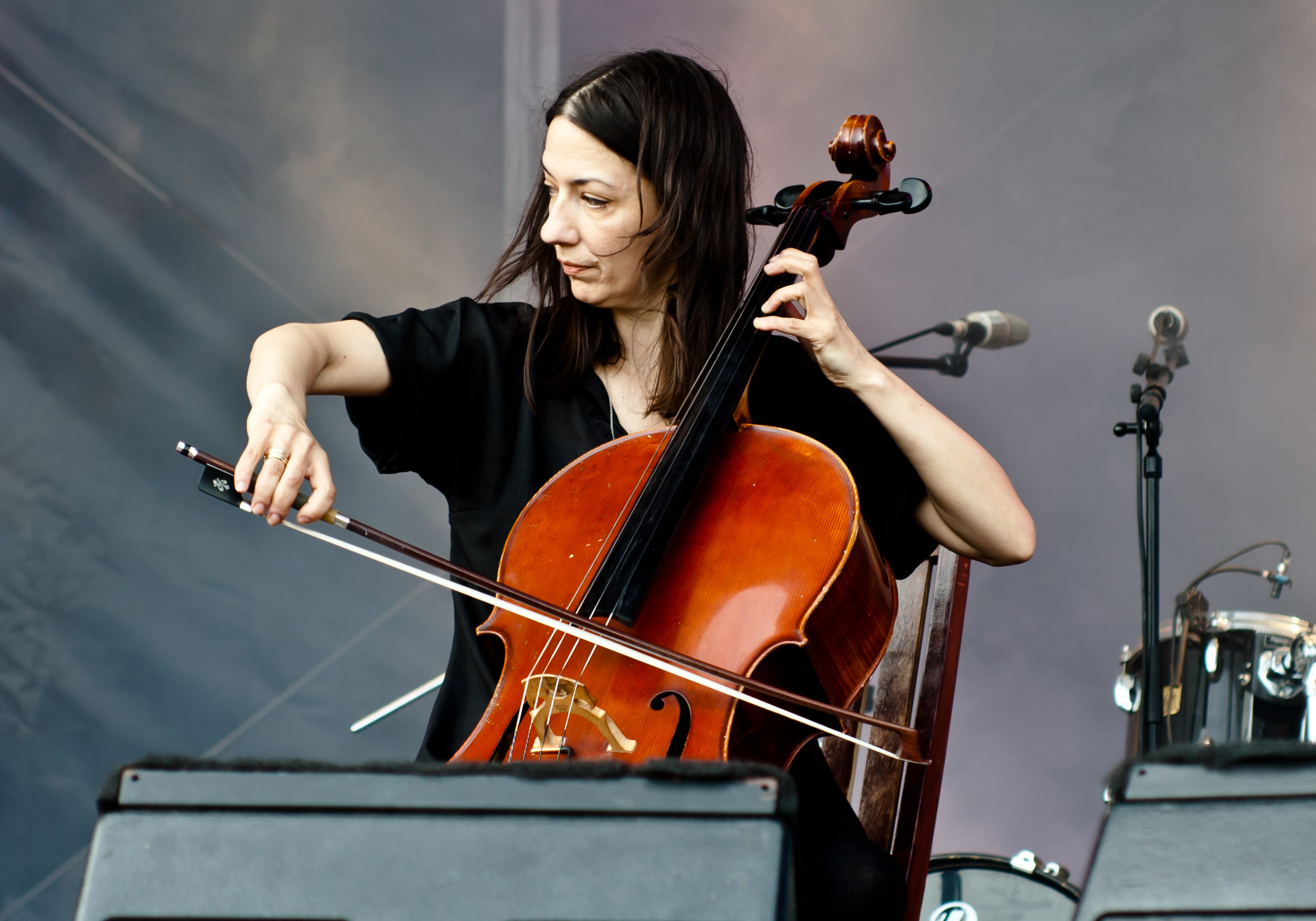
Julia Kent op Primavera Sound in 2011.

Julia Kent (Vancouver) is een Canadese celliste. Zij is mede-oprichtster van de Cellogroep Rasputina en later bandlid van Antony and the Johnsons. De in Vancouver geboren Kent studeerde cello aan de universiteit van Indiana locatie Bloomington. Na het verlaten van Rasputina in 1999 heeft zij vele opmerkelijke artiesten begeleid. Haar muziek week ver van het klassieke pad af en ze was meer singer-songwriter die zich graag bezighield met diverse stijlen van rockmuziek.
In 2007 werd het eerste album, “Delay”, uitgebracht. “Last Day in July” kwam uit in 2010 en op 4 maart 2011 het digitale album “Green and Grey”.